# Convent de les Monges Carmelites (Beneixama)
L'antic convent de les monges carmelites també anomenat convent de les teresianes és un edifici de grans dimensions de Beneixama a la cantonada dels actuals carrers Constitució, tradicionalment anomenat «de les Monges» i Cardenal Payà. L'edifici principal data del 1878 i té un interessant claustre de carreuat al seu interior. Des del 2009 serveix d'alberg rural.
Va ser fundat gràcies a una donació d'Elena Santonja de Biar un dama benestant i d'un cert esperit filantròpic. Des de la seva fundació fins a l'abandonament per les monges carmelites el setembre del 1969 per falta de vocacions, va ser dedicat a la instrucció femenina. Posteriorment a l'abandonament de l'orde carmelità, la Conselleria de Cultura i Educació hi va instal·lar l'Escola Llar Vicenç Valls que va funcionar fins al 2004. Després, aquest casalot imponent ha quedat novament en desús, atesa la seua precarietat estructural que amenaçava de runa diverses parts de l'edifici.
La seua façana presenta un joc ben interessant de finestres i diversos elements arquitectònics de caràcter decimonònic. L'antiga capella del convent necessita una rehabilitació que preserve els elements arquitectònics més interessants (sobretot, l'altar major i alguns altarets). El claustre i l'antic menjador escolar s'utilitzen per a actes socials i culturals. La resta del convent s'ha transformat en alberg rural amb capacitat de 120 persones.